# Vervoer in Londen

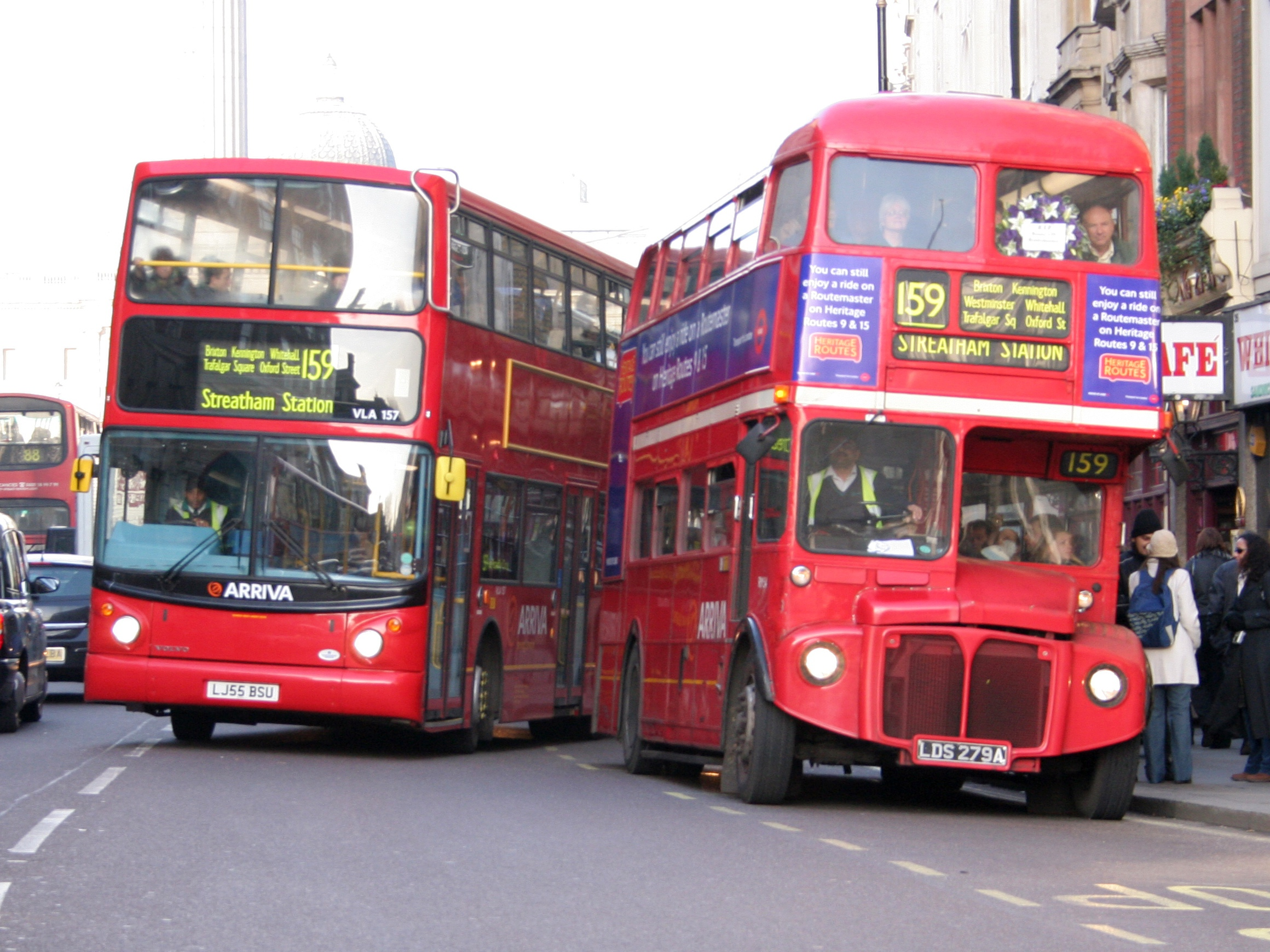
De rode dubbeldekker is een symbool van Londen

Londen is het knooppunt van weg-, spoor- en luchtvervoer in het Verenigd Koninkrijk. Het heeft een aantal grote internationale vliegvelden, waaronder Heathrow, een van de drukste vliegvelden ter wereld. De metro van Londen, het oudste metronetwerk ter wereld, behoort tot de meest uitgebreide netwerken ter wereld. De Port of London omvat meer dan 70 terminals en havenfaciliteiten met ongeveer 30.000 arbeidsplaatsen.
Het vervoer in de Britse hoofdstad valt onder de directe bevoegdheid van de burgemeester van Londen. Transport for London (TfL) is de naam van de overheidsorganisatie die verantwoordelijk is voor het verkeer en het openbaar vervoer (behalve de spoorwegen en luchtvaart) in Groot-Londen.

## Metro en tram

### London Underground
De metro van Londen (ook wel London Underground of de Tube) is het oudste metronetwerk ter wereld. De eerste lijn werd geopend op 10 januari 1863. Meer dan drie miljoen passagiers maken per dag gebruik van de metro, wat neerkomt op een jaarlijkse omzet van bijna een miljard euro. Het netwerk bestaat uit twaalf metrolijnen met een totale lengte van 408 kilometer en 275 stations. Buiten het stadscentrum lopen de lijnen vooral bovengronds. Ongeveer 45% van alle lijnen loopt ondergronds.
Het Londense ondergrondse netwerk kan in twee categorieën onderverdeeld worden:
- Sub-surface (onder het oppervlak). Deze lijnen liggen ongeveer 5 meter onder het oppervlak en zijn de oudste lijnen van de Underground.
- Deep-level (diepliggend).

Op 7 juli 2005 werd de Londense metro opgeschrikt door een reeks terroristische aanslagen. Bij explosies in drie verschillende metrostellen vielen 39 slachtoffers. Ook een bus werd opgeblazen, daarbij vielen 13 doden.

### Docklands Light Railway

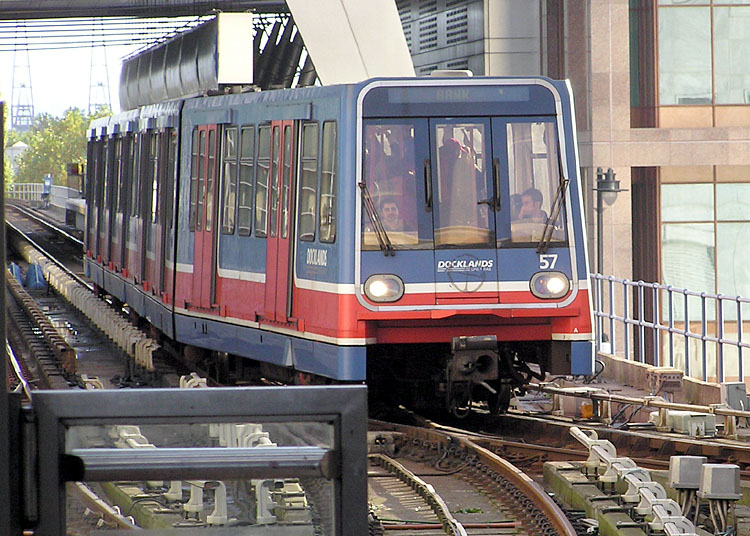
Trein van de DLR

De Docklands Light Railway (DLR) is een lightrailnetwerk in de Docklands in Oost-Londen. Hoewel de naam suggereert dat het om een lightrailnetwerk gaat, is het gebruik van die term discutabel. Vanwege de geheel vrije ligging van de lijn en daardoor dure en zware infrastructuur lijkt het eerder om een (lichte) metro te gaan. Het DLR-netwerk is 31 kilometer lang en omvat 38 stations. De treinen functioneren zelfstandig; er is dus geen bestuurder nodig.
Mede door het succesvolle Canary Wharf, een stedelijk project in het oude havengebied van de stad, kon het DLR-project slagen. Alhoewel de DLR onder het gezag van Transport for London valt, is de exploitatie door middel van een openbare aanbesteding gegund aan het bedrijf Serco.
In het kader van de Olympische Spelen die in 2012 in Londen zijn georganiseerd, is de DLR uitgebreid met een lijn naar Stratford.

### TFL Rail/ Crossrail
Naast de verschillende metrolijnen, Docklands Light Railway (DLR) en de tram krijgt Londen er binnenkort een nieuwe soort openbaar vervoer erbij: TFL Rail/ Crossrail. Crossrail wordt vaak vergeleken met de RER in Parijs. Op dit ogenblik wordt er volop gewerkt aan Crossrail 1 dat na opening de naam "Elisabeth line" zal krijgen. Buiten Londen is deze trein het beste vergelijkbaar met een klassieke voorstadstrein maar in centrum Londen zal de trein door nieuw geboorde tunnels rijden van West naar Oost. Crossrail is opgevat als aanvulling op de Londense metro met de bedoeling deze te ontlasten. De lijn zal Reading & London Heatrow verbinden via een tunnel onder Londen met Shenfield & Abby Wood.
Op dit ogenblik rijden er al treinen tussen Londen Liverpool Street en Shenfield onder de naam van TFL Rail. Eenmaal Crossrail 1/ Elisabeth line klaar is zal TFL Rail verdwijnen en zullen de dienst worden geëxploiteerd als onderdeel van een van de twee sublijnen waarin Crossrail splitst in het Oosten van de stad. Het ander deel van de lijn zal afbuigen naar het zuidoosten van Londen met als eindhalte Abbey Wood.

### Tram
Op 23 maart 1861 reed de eerste paardentram in de straten van Londen, op 4 april 1901 de eerste elektrische tram. In de jaren 1930 bestond er een uitgebreid routenetwerk. In de naweeën van de Tweede Wereldoorlog verdwenen de laatste trams begin jaren 50. Na een pauze van bijna vijftig jaar werd in 2000 de tram in Londen geherintroduceerd. Het Tramlink-systeem verbindt het centrum van de borough Croydon met Wimbledon. Er zijn plannen voor uitbreiding van het netwerk.

## Spoorwegen

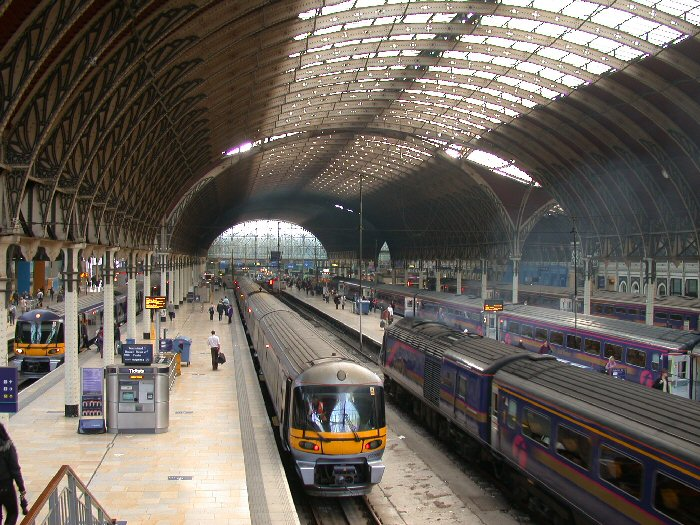
Paddington station

Londen is het centrum van het Britse spoorwegnet. De stad heeft veertien grote treinstations rond het centrum. Net als veel andere Europese steden was het in de negentiende eeuw niet toegestaan om doorgaande spoorlijnen door de stad aan te leggen. Daarom liggen de meeste van deze stations buiten het hart van de stad. Met de aanleg van Crossrail wordt het na anderhalve eeuw mogelijk om treinen te laten rijden dwars door (onder) de stad. Vrijwel alle wijken zonder metro of de Docklands Light Railway, zijn wel aangesloten op het spoorwegennet. London Overground voorziet het noorden en westen van Londen in het spoorvervoer. Dit netwerk bestaat uit vijf lijnen en 78 stations.
De belangrijkste stations van Londen zijn: Euston, St Pancras en King's Cross voor bestemmingen in het noorden, Liverpool Street en Fenchurch Street voor bestemmingen in het noordoosten, Charing Cross, Blackfriars en Cannon Street voor bestemmingen in het zuidoosten, Victoria, Paddington en Waterloo voor bestemmingen in het zuiden en Marylebone voor bestemmingen in het westen en noordwesten. Station St Pancras is sinds november 2007 het eindpunt van de Eurostar, die Londen via de Kanaaltunnel met Parijs, Rijsel en Brussel verbindt.
Het station Clapham Junction in de wijk Wandsworth is relatief onbekend buiten Groot-Brittannië, maar met tweeduizend treinbewegingen per dag is het een van de drukste stations in Europa.

## Wegverkeer

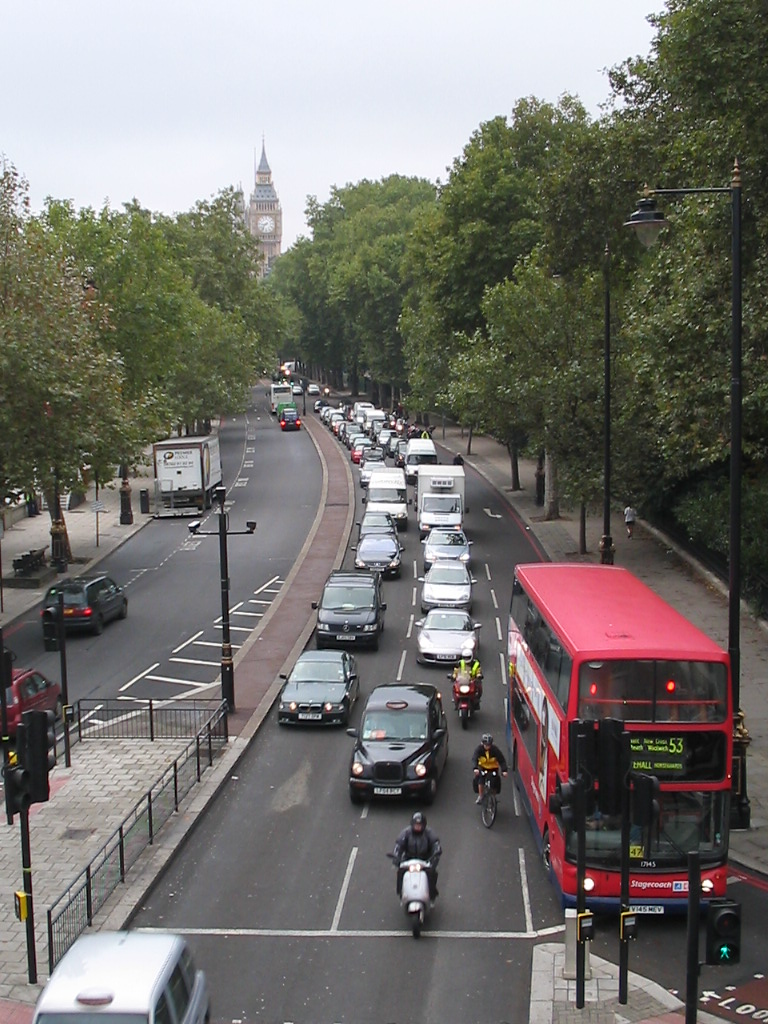
Wegverkeer in het centrum van Londen

In het centrum van de stad zijn de meeste straten en wegen aangelegd voor de uitvinding van de auto. Hierdoor zijn deze relatief smal, wat leidt tot veel fileleed. De gemiddelde snelheid van het autoverkeer in het centrum van Londen is 17 km/u. Er is een tolheffing in het centrum, de London congestion charge. Ondanks dit rekeningrijden blijft de stad erg druk met autoverkeer.
De eerste pogingen om het bereik van de stad te verbeteren waren in 1740. New Road werd toen aangelegd, wat een deel van de binnenste stadsring vormt. In de 19e en 20e eeuw werden nieuwe wegen aangelegd, zoals de Victoria Embankment, Shaftesbury Avenue en Kingsway. In de jaren 1920 en 1930 werden radiale wegen gebouwd, zoals Western Avenue en Eastern Avenue. In de tweede helft van de 20e eeuw werden plannen gemaakt voor het aanleggen van vier ringsnelwegen. Van die plannen is het alleen tot de aanleg van de M25 gekomen. Deze snelweg is 180 kilometer lang en heeft aansluiting op de rest van het snelwegennet in Groot-Brittannië. Er zijn wel een aantal kleinere ringwegen.
De M20 verbindt Londen met de Kanaaltunnel. De M4 verbindt Londen, via Bristol, met Wales. Het noorden is met de auto te bereiken via de M40 of de M1. De universiteitsstad Cambridge is bereikbaar via de M11. De M3 leidt richting de zuidwestkust.

### Bus- en taxivervoer
Londen heeft een uitgebreid busnetwerk met onder andere de bekende rode dubbeldekkers. Het beroemde type AEC Routemaster, met open achterbalkon en conducteur, is eind 2005, op twee lijnen na, buiten dienst gesteld. Het merendeel van de dubbeldekkers heeft eenmansbediening en voorinstap. De dominantie van de dubbeldekker in het stadsbeeld neemt af doordat steeds meer gelede bussen in dienst komen. Met meer dan zes miljoen passagiers per dag heeft Londen een van de drukste busnetwerken van de wereld en verreweg het drukste van Europa. Tevens is er een netwerk van nachtbussen, bestaande uit honderd routes.
Londen staat bekend om de kenmerkende zwarte taxi's (cabbies). Het traditionele, oudere model wordt geleidelijk vervangen door een moderner model, dat evenwel gebouwd is naar het voorbeeld van het oude taximodel. Er zijn ongeveer 23.000 taxi's in Londen. Om een felbegeerde vergunning te bemachtigen, moet de toekomstige chauffeur een uitgebreide test doen. Zo moet hij 25.000 straten binnen een straal van zes mijl rond Charing Cross uit zijn hoofd kennen.

## Luchtvaart

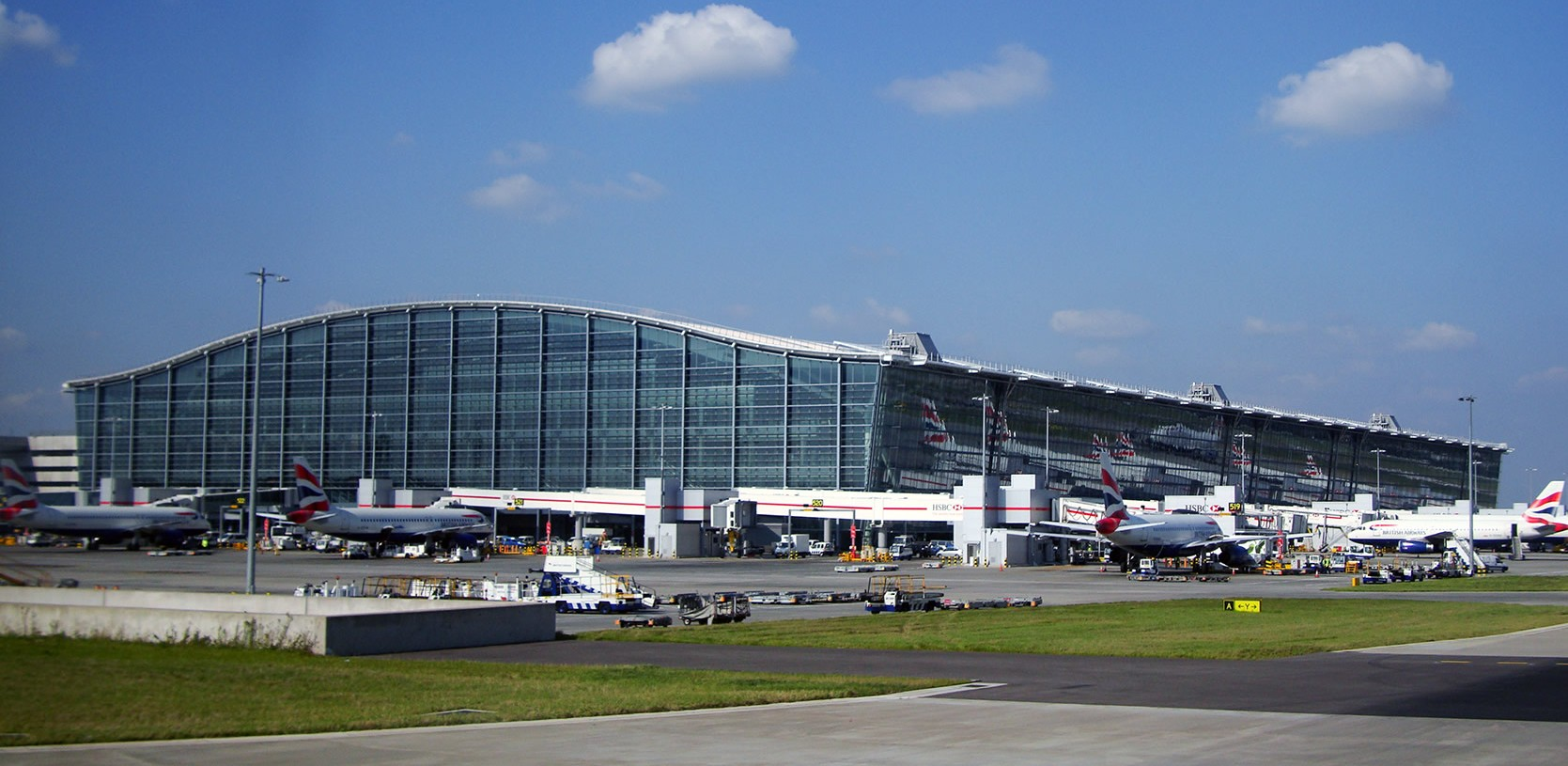
Terminal 5 van Heathrow

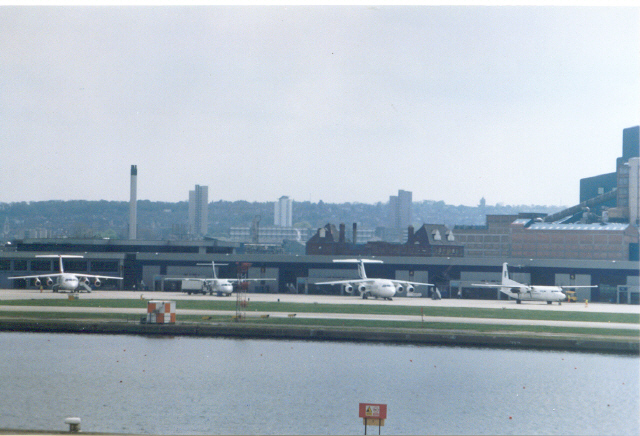
Londen City Airport

Londen is een belangrijk centrum van de internationale luchtvaart. De stad wordt bediend door vijf grote luchthavens: Londen City, Gatwick, Heathrow, Luton en Stansted.
Heathrow verwerkt meer dan 65 miljoen passagiers per jaar, wat het tot het drukste vliegveld van Europa maakt en na het vliegveld van Atlanta het drukste van de wereld. De luchthaven is gelegen aan de westelijke rand van de stad. Het heeft twee start-en landingsbanen en vijf terminals. Heathrow is te bereiken met de Heathrow Express, de Piccadilly Line en de snelwegen M4 en M25. British Airways, de nationale luchtvaartmaatschappij van het Verenigd Koninkrijk, heeft haar thuisbasis op Heathrow
Gatwick ligt op ca. 40 km ten zuiden van het centrum in het graafschap Surrey. Chartermaatschappijen kunnen niet vliegen vanaf Heathrow en hebben daarom hun basis op Gatwick. De luchthaven heeft een start- en landingsbaan en twee terminals. Gatwick is bereikbaar per trein met de Gatwick Express, alsmede via de snelweg M23.
Londen Stansted ligt op ongeveer 55 km ten noordoosten van Londen in Essex. Het heeft één start- en landingsbaan. Het wordt vooral gebruikt door low-fare luchtvaartmaatschappijen als Ryanair. Daarnaast zijn er veel vrachtvervoerders gevestigd. De luchthaven is bereikbaar met de Stansted Express en via snelweg M11.
Luton ligt 45 mijl ten noordwesten van de stad in Bedfordshire. Het heeft een terminal en een relatief korte landingsbaan. Elk jaar maken ongeveer 8 miljoen passagiers van het vliegveld gebruik. De luchthaven is bereikbaar via de snelweg M1 en met First Capital Connect.
Dichtst bij het centrum van Londen ligt London City Airport, ongeveer 10 km ten oosten van de City of London in de Docklands. City heeft één landingsbaan en wordt voornamelijk gebruikt voor zakelijke reizen (ongeveer 1,6 miljoen passagiers per jaar). Het vliegveld is in ongeveer 25 minuten bereikbaar vanaf het stadscentrum met de Docklands Light Railway.
Naast de grote genoemde vliegvelden heeft Londen nog een aantal kleinere vliegvelden, zoals Biggin Hill, RAF Northolt en Southend. Tot de sluiting in 2014 behoorde ook Manston Airport in dit overzicht. Deze luchthavens worden vooral gebruikt voor particuliere en kleinschalige commerciële luchtvaart.

## Watertransport

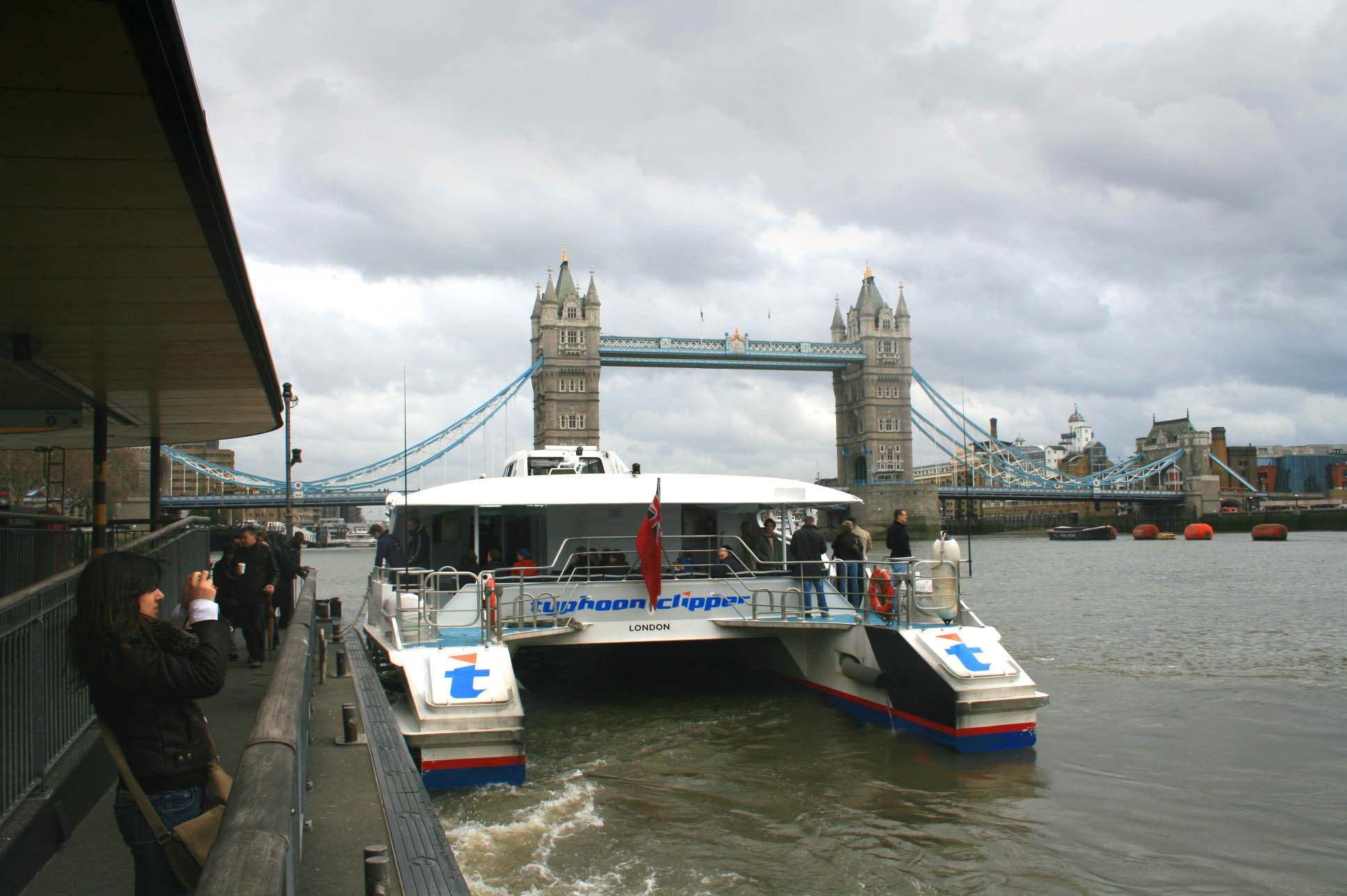
Waterbus op de Theems

De Theems is voor zeeschepen bevaarbaar tot London Bridge. Historisch gezien was de rivier een belangrijke slagader in het openbaar vervoer van de stad. Met de komst van de auto veranderde dat. Met de komst van de London River Services in 1999 is het openbaar vervoer weer terug op de rivier. Deze tak van Transport for London exploiteert een netwerk van watertaxi's op de Theems. Het netwerk bestaat uit 22 pieren.
Naast de Theems is ook een aantal kanalen bevaarbaar, waaronder het Regent's Canal dat een verbinding vormt tussen de Theems en het Grand Union Canal. Deze kanalen zijn gegraven tijdens de Industriële Revolutie voor het transport van onder andere kolen en voedsel. Tegenwoordig worden deze kanalen vooral voor pleziervaart gebruikt. In de zomermaanden doet een waterbus dienst.

### Haven van Londen
De Haven van Londen omvat meer dan 70 terminals en biedt werk aan ongeveer 40.000 arbeiders. De havenactiviteiten vinden niet alleen plaats in Groot-Londen, maar in het hele stroomgebied van de Theems, waaronder in Tilbury en Purfleet. Per jaar wordt ongeveer 50 miljoen ton aan lading in de haven overgeslagen. Londen is met name een import haven. In 2018 meerden er bijna 11.000 schepen aan.
In 2018 was Londen de op een na grootste havens in Groot-Brittannië qua tonnage (53,2 miljoen ton), na de haven van Grimsby & Immingham (57,3 miljoen), maar voor Southampton (33,9 miljoen). In 2006 was Londen nog de derde haven van het land met 52 miljoen ton en moest de havens van Grimsby & Immingham (64 miljoen) en Tees & Hartlepool (53 miljoen) voor laten gaan.

## Fietsverkeer

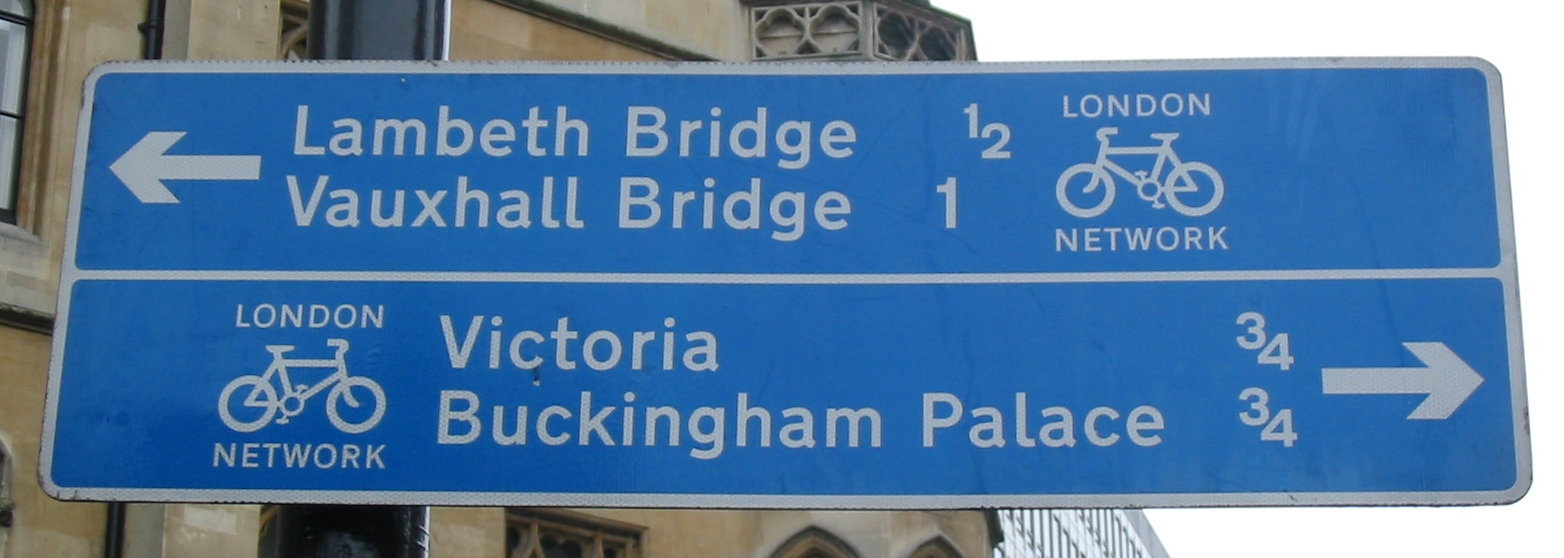
Bewegwijzering voor fietsers

Ongeveer een miljoen inwoners van Londen zijn in het bezit van een fiets. Slechts 2% procent van al het vervoer in Londen verplaatst zich met de fiets. Londen loopt hiermee ver achter bij andere grote Europese steden als Berlijn (5%), München (12%), Amsterdam (28%) en Kopenhagen (36%).
Op verschillende plaatsen in het centrum van de stad kan je fietsen huren. Santander Cycles biedt in de stad 6000 huurfietsen aan.